# グリオットの眠り姫
『グリオットの眠り姫』（グリオットのねむりひめ）は、霜月はるかの2枚目のオリジナルアルバム。2009年10月14日にティームエンタテインメントから発売された。

## 概要
前作『ティンダーリアの種』から数千年後、57年前から太陽の力が弱まり恐慌に向かう世界で、双子の歌い手と『グリオット』と呼ばれる歌声を込める事が出来る不思議な石を巡るオリジナルストーリーをベースにしたファンタジーボーカルアルバム。
霜月はるかは歌唱担当だけでなく作詞、作編曲、サウンドプロデュース、トータルプロデュースと全てにこだわり、作り込まれている。前作『ティンダーリアの種』と繋がる作品であるため『ティンダーリアの種』の旋律が一部楽曲に引用されている。
メディアミックス展開も行われており、2010年12月28日よりコミックZERO-SUMで漫画連載が開始された。

## スタッフ
- 企画・トータルプロデュース：霜月はるか、日山尚
- サウンドプロデュース：霜月はるか
- 作／編曲：岩垂徳行、なるけみちこ、弘田佳孝、MANYO
- キャラクターデザイン／ジャケット・ブックレットイラスト：藤村あゆみ
- ジャケット・ブックレットイラスト：中山匡

## 収録曲
1. 滅びの理 [3:16]
作詞：霜月はるか・日山尚、作曲：霜月はるか、編曲：岩垂徳行
2. 消えない欠片 [4:21]
作詞・作曲・編曲：霜月はるか
3. 選ばれた民 [5:15]
作詞・作曲：霜月はるか、編曲：なるけみちこ
4. お姫様と道化師 [3:40]
作詞：日山尚、作曲：霜月はるか、編曲：弘田佳孝
5. 斑の王国 [5:03]
作詞：日山尚、作曲：霜月はるか、編曲：弘田佳孝
6. 独り夢 [7:06]
作詞：日山尚、作曲・編曲：MANYO
7. 空渡し [5:05]
作詞：日山尚、作曲：霜月はるか、編曲：MANYO
8. 絆の花 [5:24]
作詞：霜月はるか、作曲・編曲：岩垂徳行
9. 終焉の刻へ [4:57]
作詞：日山尚、作曲・編曲：なるけみちこ
10. 羽に縋る者 [4:38]
作詞：日山尚、作曲・編曲：弘田佳孝
11. 氷る世界 [4:38]
作詞：日山尚、作曲：霜月はるか、編曲：MANYO
12. 逆廻りの命 [5:35]
作詞：日山尚、作曲：霜月はるか、編曲：岩垂徳行
13. FEL FEARY WEL [6:23]
作詞：日山尚、作曲：霜月はるか、編曲：なるけみちこ・岩垂徳行

## 漫画
コミックZERO-SUMで連載された。
作画：藤村あゆみ 原作：霜月はるか&日山尚

## 小説
タイトルは『グリオットの眠り姫 消えない欠片』。
著者は原作者の日山尚。2012年1月25日に一迅社文庫アイリスより発売。

## ドラマCD
コミックス1・2巻限定版、小説版に付属。また、霜月はるかによる録り下ろし新曲も収録されている。

### キャスト
- ライル・セージ - 梶裕貴
- シトラ・アピアレード - 早見沙織
- エルフィン・サザーラフ - 吉野裕行
- ウォルド・ローリア - 鳥海浩輔
- グレイン・パースレイル - 櫻井孝宏
- ローザ・アピアレード - 東山奈央　他

## 零れる砂のアリア
2012年4月25日、本作のスピンオフ作品ともいえるオリジナルファンタジーボーカルアルバム『零れる砂のアリア』（こぼれるすなのアリア）が発売された。
『グリオットの眠り姫』のクリエイター陣が共作し、一つの物語を組曲形式で編成している。

### 収録曲
1. 序章
  - 作詞：日山尚、作曲・編曲：なるけみちこ
2. 第一楽章 悪夢
  - 作詞：日山尚、作曲・編曲：なるけみちこ
3. 第二楽章 邂逅
  - 作詞：日山尚、作曲・編曲：MANYO
4. 第三楽章 帰郷
  - 作詞：日山尚、作曲・編曲：岩垂徳行
5. 第四楽章 狂気
  - 作詞：日山尚、作曲・編曲：弘田佳孝
6. 終章
  - 作詞：日山尚、作曲・編曲：霜月はるか

### スタッフ
- ジャケット・ブックレットイラスト：chibi